# Adoración de los Magos (El Bosco)

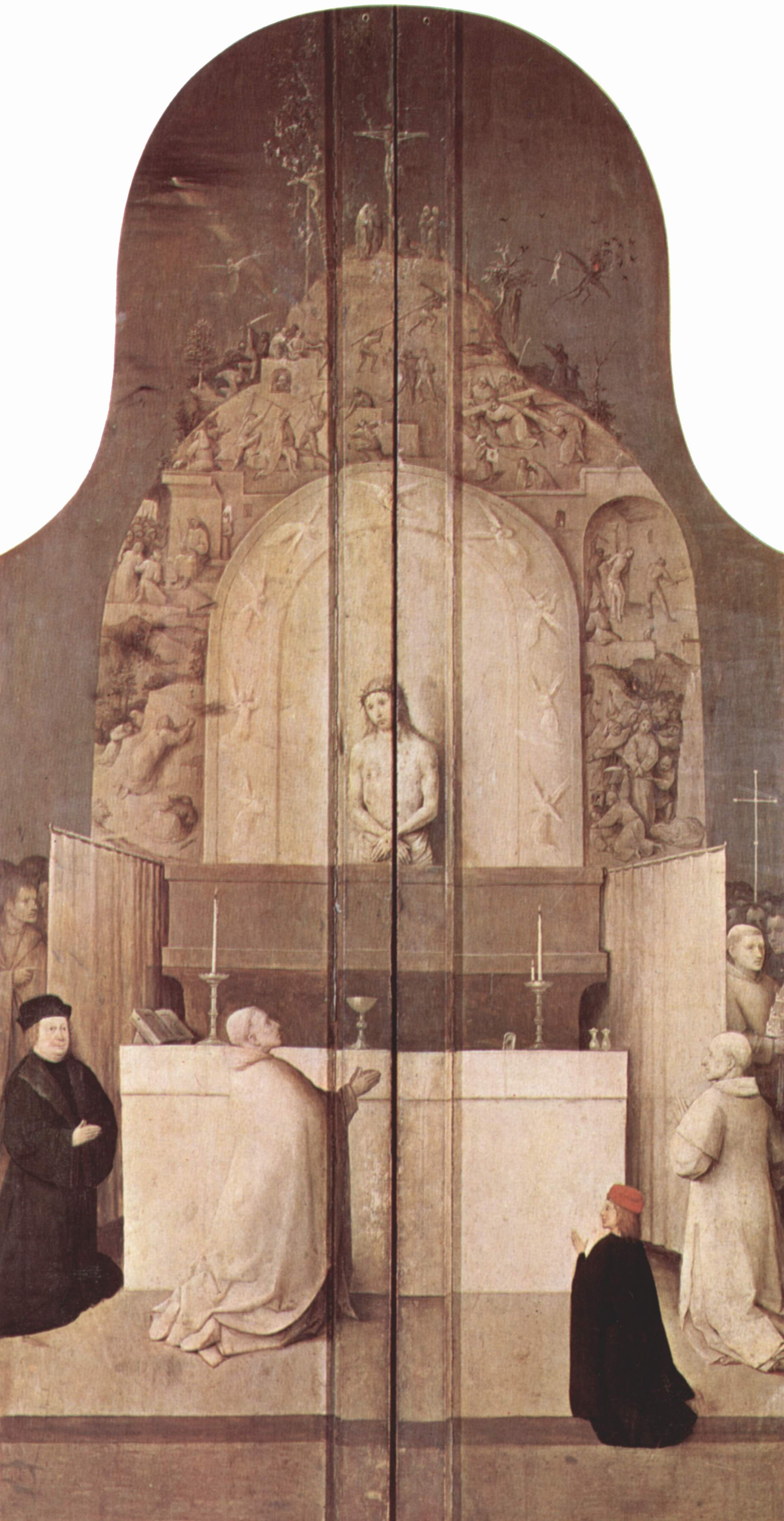
Tríptico de la Adoración de los Reyes (cerrado).

La Adoración de los Magos o Tríptico de la Epifanía es un tríptico del pintor neerlandés el Bosco. Es un óleo sobre tabla, cuyas medidas son de 138 x 72 cm para la tabla central, y de 138 x 33 para las tablas laterales. Está firmado en el compartimento central, en el ángulo inferior izquierdo: JHERONIMUS BOSCH.

## Historia
Como en el resto de obras del Bosco, la datación no es concluyente. No ha sido posible realizar un análisis dendrocronológico. Actualmente se cree que data del periodo 1485-1500; Schoute y Verougstraete la dataron hacia 1500; otros consideraron que se trataba de una obra de los últimos años del autor (1506 en adelante).
Tradicionalmente se creía que fue pintado para una capilla de la catedral de Bolduque. No obstante, más recientemente se ha desestimado esa posibilidad, entendiendo que era propiedad de Jehan Kassembrood, de Bruselas, cuyas propiedades fueron confiscadas en 1567 por el Duque de Alba; estaba casado con Wilhelmina Bronchorst, cuyo escudo aparece en el tríptico. El duque lo envió al rey Felipe II; en 1574 el rey lo envió al Monasterio de El Escorial, ubicándose en el oratorio. Está identificado con una Epifanía que el padre José de Sigüenza describió en El Escorial. En 1839 pasó a formar parte de la colección del Museo del Prado de Madrid, donde se encuentra en la actualidad.
El cuadro se encuentra en buen estado de conservación, conservando incluso su marco original.
Durante mucho tiempo se supuso que el tríptico de la Epifanía era el mismo que el 'tableau des Trois Rois faict par Jeronimus Bossche, sevrant à deux huys ayans par dehors les armes de Bronckhorst et Bosschuyse' mencionado en un documento de archivo. Esta pintura era propiedad de Jan van Casembroot , quien estaba casado con Wilhelmina Bronchorst. Cuando Van Casembroot fue arrestado por Alba en 1567, el tríptico fue confiscado y enviado a España. Sin embargo, una investigación posterior ha demostrado que las armas no corresponden a las de Bronchorst y Bosschuyse y que, por lo tanto, debe ser una pintura perdida diferente. Además, se exponen los escudos familiares del tríptico de Reyes en el anverso y no, como dice el documento de archivo, 'par dehors' (en el reverso).

## Análisis
Es considerada como una de las obras más bellas y refinadas del pintor junto con El Jardín de Las Delicias. En este cuadro, el Bosco asocia lo divino a lo fantástico de una manera más serena que en obras anteriores.
Aunque el título no lo sugiere, se trata de un tríptico con un gran contenido simbólico, donde las intrusiones extrañas, frecuentes en las obras del pintor, se deslizan en esta apacible escena.
Existe un cuadro del mismo tema (La Adoración de los Reyes 1475-1485) que se conserva en el Museo de Arte de Filadelfia relacionado con El Bosco, aunque las últimas investigaciones lo asignan a un seguidor o imitador.

### Tríptico cerrado
El tríptico cerrado mide 138 cm de alto y 72 cm de ancho. Aparece una grisalla con la Misa de san Gregorio, tema muy representado durante el todo el arte medieval, y alcanza el Renacimiento, como puede verse en un grabado sobre el mismo tema de Durero (1511).  Relata el momento en el que al papa Gregorio, mientras celebra una misa en el Vaticano, se le aparece Jesucristo, con los atributos de la Pasión. El papa Gregorio aparece arrodillado, delante de un altar; en él se encuentra el sarcófago de Cristo, que se muestra de medio cuerpo, siguiendo la iconografía tradicional de la Piedad. Alrededor de la figura de Jesucristo hay un marco con los episodios de la pasión. Se muestran también los retratos de algunos de los donantes. Estas figuras secundarias fueron añadidas sobre la grisalla. Señala Marijnissen (1987) que «los elementos verticales del marco forman parte integrante de la escena pintada».

### Tríptico abierto
El paisaje
Existe un paisaje luminoso que sirve de fondo común a los tres compartimentos del tríptico: predominan los tonos dorados y azules en la representación de bosquecillos, suaves ondulaciones del terreno, algún río y una ciudad. En este tipo de representación de ciudades, el Bosco tiende a un cierto exotismo, representando estructuras cilíndricas y cúpulas de cebolla que pueden recordar a la Cúpula de la Roca de Jerusalén, el mausoleo de Halicarnaso o el minarete de la mezquita de Ibn Tulun en El Cairo.
Tríptico de la adoración de los Magos (abierto) San Pedro con donante, Adoración de los Magos, Santa Inés con donante
Ala izquierda
En el panel izquierdo figura Peeter Scheyfve, protegido por San Pedro y con su divisa, Een voert al (Uno para todos). En segundo plano aparece un hombre sentado sobre una cesta y protegido bajo un precario tejadillo, seca sus ropas al fuego. La opinión generalizada es que se trata de san José intentando secar los pañales del Niño. Mediante la desaparición de José de la tabla central, desplazándose a la izquierda, hace de esta compleja epifanía, además, una escena de género. 
Tabla central

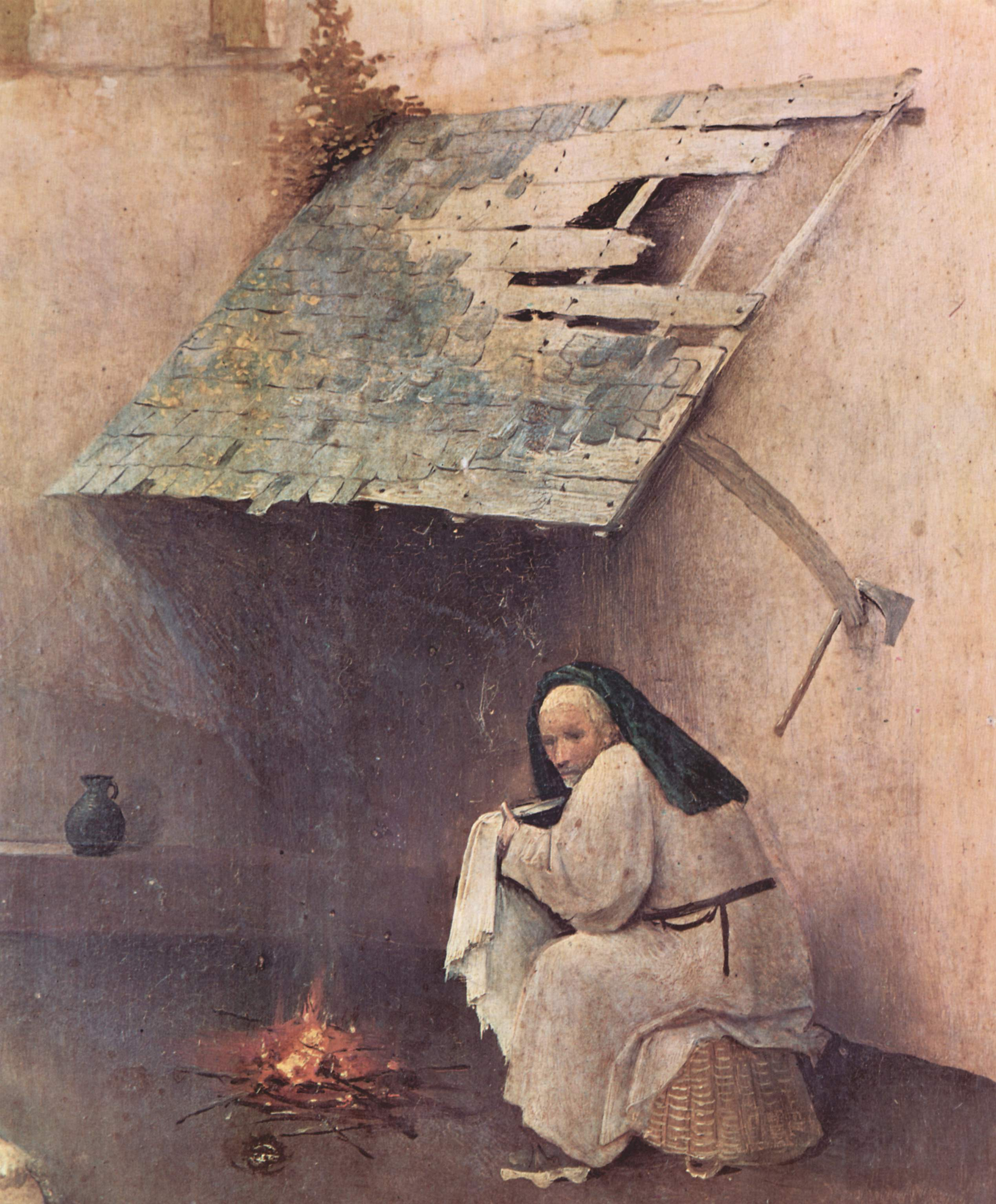
Detalle del ala izquierda: San José secando los pañales del Niño.

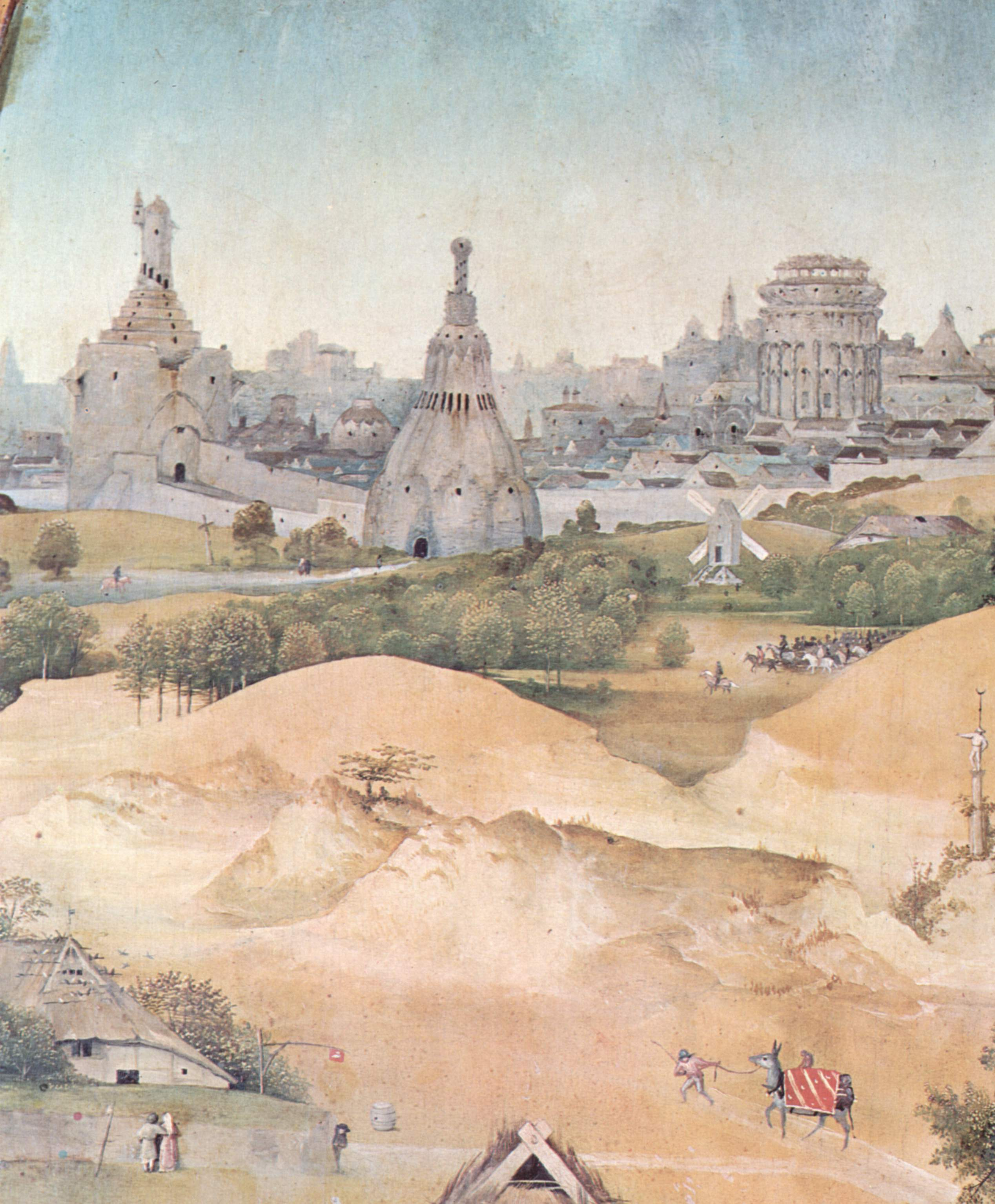
Detalle de la tabla central: Ciudades del fondo.

En la tabla central está la Adoración de los Reyes Magos, en tonos suaves y dorados. en general, es una composición caracterizada por su extrema dulzura y sencillez. Fuera de una cabaña precaria se sienta la monumental Virgen, eje de la composición, que tiene en el regazo al Niño. Melchor, el más viejo de los reyes, representa a Asia; está arrodillado ante ellos, y ha puesto su regalo sobre la tierra: una escultura de oro (según Koldeweij, la mirra; según otros, es una corona que descansa sobre el suelo) con el Sacrificio de Isaac, prefiguración de la Pasión de Cristo, que aplasta a los sapos, símbolo de herejía. Al lado está la corona depuesta, símbolo de sabiduría y poder inútil frente al divino. Al lado está Gaspar, blanco y de mediana edad, representando a Europa; sobre la esclavina que viste aparece la visita de la reina de Saba a Salomón, tema en que el Antiguo Testamento prefigura el Nuevo: lleva sobre un plato el incienso (el oro, según Koldeweij). Al final, Baltasar, joven negro que representa a África, lleva en la mano un cáliz esférico, en el que está representada mediante un relieve la oferta de agua al rey David por parte de los tres campeones (2 Sm 23, 14-17), conteniendo la mirra (el incienso, según Koldeweij). Detrás de él, se ve a una criada negra, joven. Probablemente deba identificarse a la Virgen con el altar de la misa que porta las sagradas «especias» y a los tres Reyes como los primeros oficiantes. Al fondo, se pueden apreciar varios detalles, como un molino de viento holandés y un burdel con un estandarte rojo con un cisne. Hacia él, se dirige la lujuria, representada por un hombre que tira de una cabalgadura sobre la cual va montado un mono.
El pintor representa a personajes extraños, que realizan movimientos inexplicables dentro del contexto sagrado que se presupone. Toda la escena principal se encuentra rodeada de símbolos del mal, como los dos pastores sobre la cabaña o los ejércitos que atraviesan la escena; incluso las construcciones sobre el fondo tienen un aspecto antropomorfo e inquietante. La actitud de los pastores, además, parece sobrepasar la mera curiosidad ante la presencia de los poderosos reyes, y se convierten de este modo en personajes grotescos que han trepado al tejado del pesebre para contemplar la escena; tras ellos, dos ejércitos se encuentran en un violento encontronazo, completamente desligado de la serenidad del tema principal. Se añade a la situación, un grupo de personajes siniestros que asoman en el umbral de la cabaña, tras la Virgen, en particular una especie de rey oriental semidesnudo que aparece con una sonrisa que más bien parece una mueca. Lleva un manto rojo, un turbante o una tiara y tiene en la pierna derecha una herida repugnante y purulenta. Se ha interpretado de diversas maneras: Herodes; el Anticristo que amenaza la llegada de Cristo y que padece lepra; una representación de la herejía espiando a los creyentes; una prefiguración de la Pasión de Cristo; incluso la representación de América, nuevo continente recién descubierto y que no estaría representado, a diferencia de los otros tres conocidos hasta entonces, en los tres reyes Magos tradicionales (Koldeweij, 2001).
Ala derecha
En el ala derecha está representada santa Inés con la donante Agneese (Inés) de Gramme, a la que se reconoce por la santa y su escudo de armas; en segundo plano, un oso y un lobo atacan a algunos viandantes.